# Heràldica

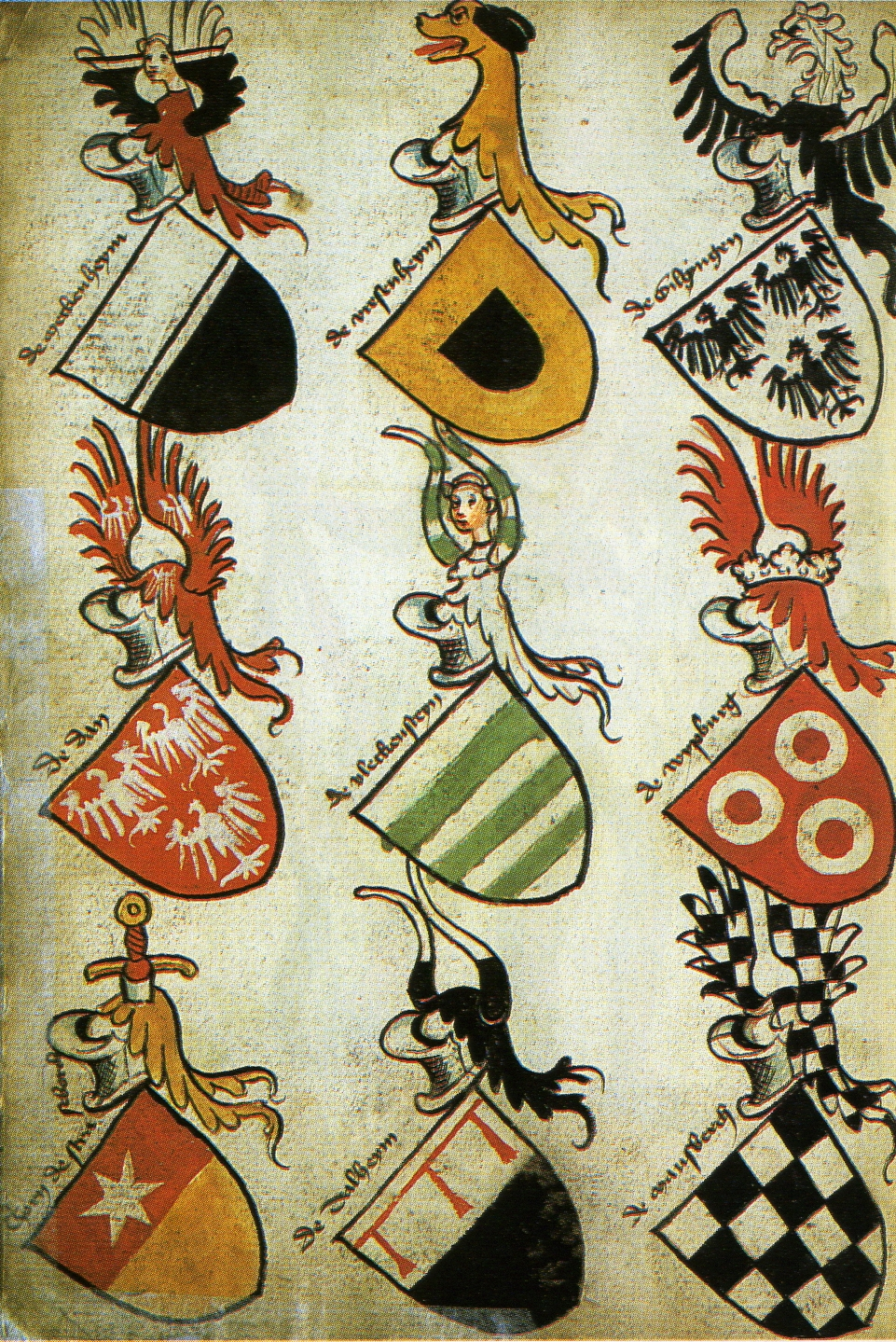
Pàgina de l'armorial alemany d'Hyghalmen, datat de finals del.

L'heràldica o ciència del blasó és la ciència i art auxiliar de la història que estudia l'ús sistemàtic d'emblemes hereditaris plasmats sobre un escut d'armes, la seva composició i el seu significat. És una de les branques del coneixement que han perdurat amb menys canvis fins a l'actualitat.
L'heràldica aparegué arreu d'Europa gairebé simultàniament vers el segon quart del segle xii. La seva aparició en aquest període determinat de l'edat mitjana és congènita a la crisi dels estats centralitzats i l'ascens dels senyors feudals. El senyal heràldic nasqué per la necessitat d'un emblema personal privat que identifiqués cadascun dels senyors feudals al camp de batalla, i aquest emblema es plasmà sobre l'escut, una arma defensiva que des de temps immemorials es convertí en el suport més adequat per a rebre tota mena de decoracions; però és només en aquest període quan aquest emblema personal privat esdevingué, a més, hereditari; d'aquesta manera no podia ésser usurpat per ningú altre i es transmetia de pares a fills, esdevenint d'aquesta manera un emblema dinàstic o de llinatge. En aquest moment naixia l'heràldica.
Posteriorment el seu ús s'estengué més enllà del seu àmbit estricte per abastar la identificació de tota mena de persones, corporacions, entitats polítiques i d'altres, i en l'actualitat es troba molt propera a la cultura de comunicació visual (marques, logotips, etc.). La característica que diferencia l'heràldica d'altres tipus de simbologies es pot resumir en tres pilars: l'assumpció d'un conjunt de normes rígides per a la composició de l'emblema, la plasmació de l'emblema en un escut d'armes i la transmissió hereditària de les armories com a element identificador del llinatge.
L'heràldica no s'ha de confondre amb la vexil·lologia, que és l'estudi de l'emblemàtica de les banderes o senyeres. L'emblemàtica de les banderes o vexil·lologia és molt més antiga que l'heràldica, ja que l'ús d'emblemes sobre un tros de tela està documentat des de ben antic.

## La preheràldica

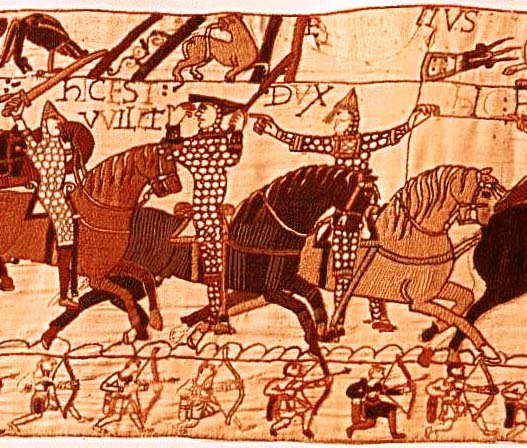
Guillem «el Conqueridor» (1027-1087),
rei d'Anglaterra i duc de Normandia.
«Hic est dux Wilelmus». L'heràldica, l'ús d'emblemes personals hereditaris per a identificar-se al camp de batalla i plasmats sobre un escut, encara no havia nascut l'any 1066 quan tingué lloc la batalla de Hastings, ni el 1080-1100 quan es brodà aquesta escena del Tapís de Bayeux.

Diverses escenes de la batalla de Hastings (Regne d'Anglaterra, 1066) foren representades al Tapís de Bayeux, brodat entre el 1080 i 1100. En un moment de la batalla s'estengué el rumor que el cabdill de les tropes invasores, el duc Guillem de Normandia, havia mort. Una de les escenes del tapís representa el moment en què el duc Guillem de Normandia gira el cap enrere i amb la mà s'alça l'elm per tal que els seus homes vegin el seu rostre i reconeguin que no ha mort; inclús el mateix gonfanoner, Eustaqui II de Boulogne, que porta el gonfanó i cavalca al seu costat es veu forçat a col·laborar en la seva identificació alçant el braç dret i assenyalant amb el dit el rostre del duc Guillem. Tal com resumeix Martí de Riquer (1983), els guerrers de l'any 1066, per tal de poder reconèixer el seu cabdill al mig del cap de batalla, havien de veure el seu rostre, que quedava cobert sota l'elm; cap símbol ni emblema l'identificava personalment. Si hagués existit l'heràldica l'any en què tingué lloc la batalla (1066) el duc Guillem no s'hauria vist forçat a cometre un acte tan perillós com era alçar-se l'elm, o inclús quan es confeccionà el tapís (1080-1100), aquelles que el brodaren no l'hagueren representat d'aquesta manera; i és que de fet, per tal de deixar explícit que el representat és el cabdill de les tropes invasores d'Anglaterra, les autores del tapís no el representaren amb cap emblema o símbol personal identificatiu, sinó que hi hagueren de brodar les següents paraules: «Hic est dux Wilel / mus» («Aquí està el duc Guillem»).

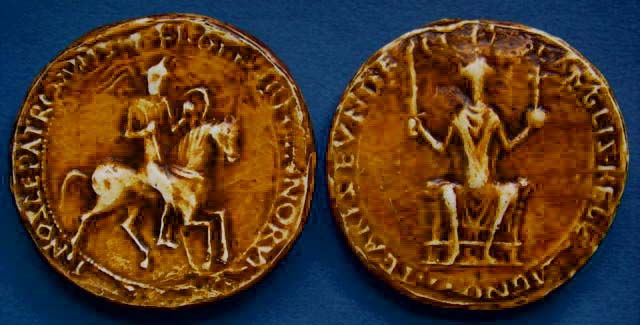
Guillem «el Conqueridor» (1027-1087),
rei d'Anglaterra i duc de Normandia.
Segell de Guillem I d'Anglaterra. A l'anvers Segell tipus majestàtic que el representa com a rei jaient al tron amb els atributs de la reialesa. Al revers, Segell tipus eqüestre anglo-francès (flanc dret) portant la llança amb gallardet, el cavall sense gualdrapages i l'escut en posició natural. L'heràldica, l'ús d'emblemes personals hereditaris per a identificar-se al camp de batalla i plasmats sobre un escut encara no havia nascut, i l'escut apareix girat com un element defensiu no significatiu.

Martí de Riquer (1983) també assenyala que molts dels guerrers representats al Tapís de Bayeux van proveïts d'escuts de tipus ametlla decorats amb motius geomètrics (cercles, aspes, creus corbades, arcs) i zoomorfs (dracs); però aquests emblemes encara no tenen la consideració de senyals identificatius individuals doncs apareixen aleatòriament tant en els escuts d'un bàndol com en els escuts de l'altre; més encara, un dels personatges identificats que apareix en dues escenes és representat en cadascuna amb escuts amb emblemes diferents; si hagués existit l'heràldica aleshores, els emblemes mai no haurien estat aleatoris i al mateix temps el cabdill de les tropes invasores, el duc Guillem, hauria estat representat portant un escut armoriat personal. Un altre valuós document pel món de la preheràldica és la Bíblia de Citeaux (1109); en les miniatures que la il·lustren hi apareixen diversos personatges bíblics representats amb escuts de tipus ametlla i decorats amb motius geomètrics; aquests emblemes esdevindran posteriorment motius heràldics clàssics - els xebrons, les bandes, les faixes, els pals, ... - però per la mateixa naturalesa bíblica dels personatges representats, aquests motius pintats sobre els escuts encara no han esdevingut senyals heràldics pròpiament dits perquè ni són personals, ni permanents, ni hereditaris.

### L'emblemàtica de les banderes

Recreació del penó del regne de Lleó en temps del rei de Lleó Alfons VII (1105-1157).
El senyal del lleó apareix descrit en la Chronica Adefonsi Imperatoris (v. 1150) i fou representat gràficament el 1159, però no apareix representat sobre segell fins un segle després. Tal com indica Martí de Riquer, l'emblemàtica de les banderes és molt més antiga que l'heràldica dels escuts. També assenyala que la sigil·lografia, l'estudi dels segells, malgrat oferir proves històriques segures, aporta un cronologia conservadora per datar el naixement de l'heràldica; així mateix recorda que els emblemes de les banderes preexistents constituïren una de les fonts que donà lloc als senyals heràldics dels escuts.

Les senyeres -vexillum o gonfanons-, és a dir, les banderes usades com a insígnia de guerra a l'edat mitjana, foren l'element característic de l'emblemàtica militar al camp de batalla abans del naixement de l'heràldica. Tot i així però, les banderes foren primordialment un emblema col·lectiu, d'un grup o d'una unitat militar combatent, i en menor mesura individual. En aquests casos específics la bandera que identificava a un alt personatge o cabdill era portada al camp de batalla per un gonfanoner, el qual, enmig del combat, podia acabar distanciant-se del senyor al qual identificava, perdre el gonfanó, o caure ferit de mort.
Un testimoni excepcional sobre l'ús de vexillum i gonfanons en el període preheràldic és el Liber Maiolichinus, una epopeia llatina que narra la Croada pisano-catalana de l'any 1113-1114 cabdellada per l'arquebisbe de Niça Pere II i el comte de Barcelona Ramon Berenguer III contra Al-jaza'ir al-Sharquiya li-l-Andalus (les Balears musulmanes). En aquesta epopeia llatina, a part de ser el primer document històric en què apareixen els termes «Catalunya» i «català», es documenta la presència massiva de banderes - vexillum, plural vexilla-, de cavallers abanderats amb estendard (bannerets) -vexiliferi- i, llevat que tracti d'una interpolació, es testimonia ja l'emblema de la rodella vermella, «rota signa», dels barons de Montpeller. Segons l'heraldista aragonès Faustino Menéndez Pidal de Navascués (2004), malgrat no existir-ne proves sòlides, és possible que també altres emblemes dels senyors del Llenguadoc com el sol dels barons dels Baus, la creu dels comtes de Tolosa, o el corn dels comtes d'Aurenja, existissin ja en aquesta època. Més enllà d'aquestes però, el text deixa testimoni de l'ús explícit de tres ensenyes: el vexil·lifer de la ciutat [de Pisa] porta la bandera comunal; el cònsol Hildebrand porta l'ensenya de la Verge Maria; i Atho porta la bandera papal enviada pel papa a l'arquebisbe de Pisa amb la seva benedicció.
Un altre testimoni de l'emblemàtica de les banderes en el període preheràldic l'ofereix De captione Almerie et Tortuose, una crònica llatina que narra la Croada contra al-Mariyya (l'Almeria musulmana) de l'any 1147 cabdellada per l'emperador Alfons VII (1105-1157) i en la que participaren Ramon Berenguer IV de Barcelona i Guillem VI de Montpeller. Segons l'heraldista aragonès Faustino Menéndez Pidal de Navascués els emblemes d'aquests personatges ja es devien veure tant en la croada contra al-Mariyya com també en la gran parada que preparà l'emperador Alfons VII a Toledo el 1154, concloguent que «entre aquella diversiorum insignium copia, quod a mullo poterat aestinari hi hauria certament les del mateix emperador: el lleó, els pals de Ramon Berenguer IV, la rodella de Guillem de Montpeller, la creu de Tolosa i probablement altres com l'àliga de Navarra».

## Naixement de l'heràldica (1125-1150)

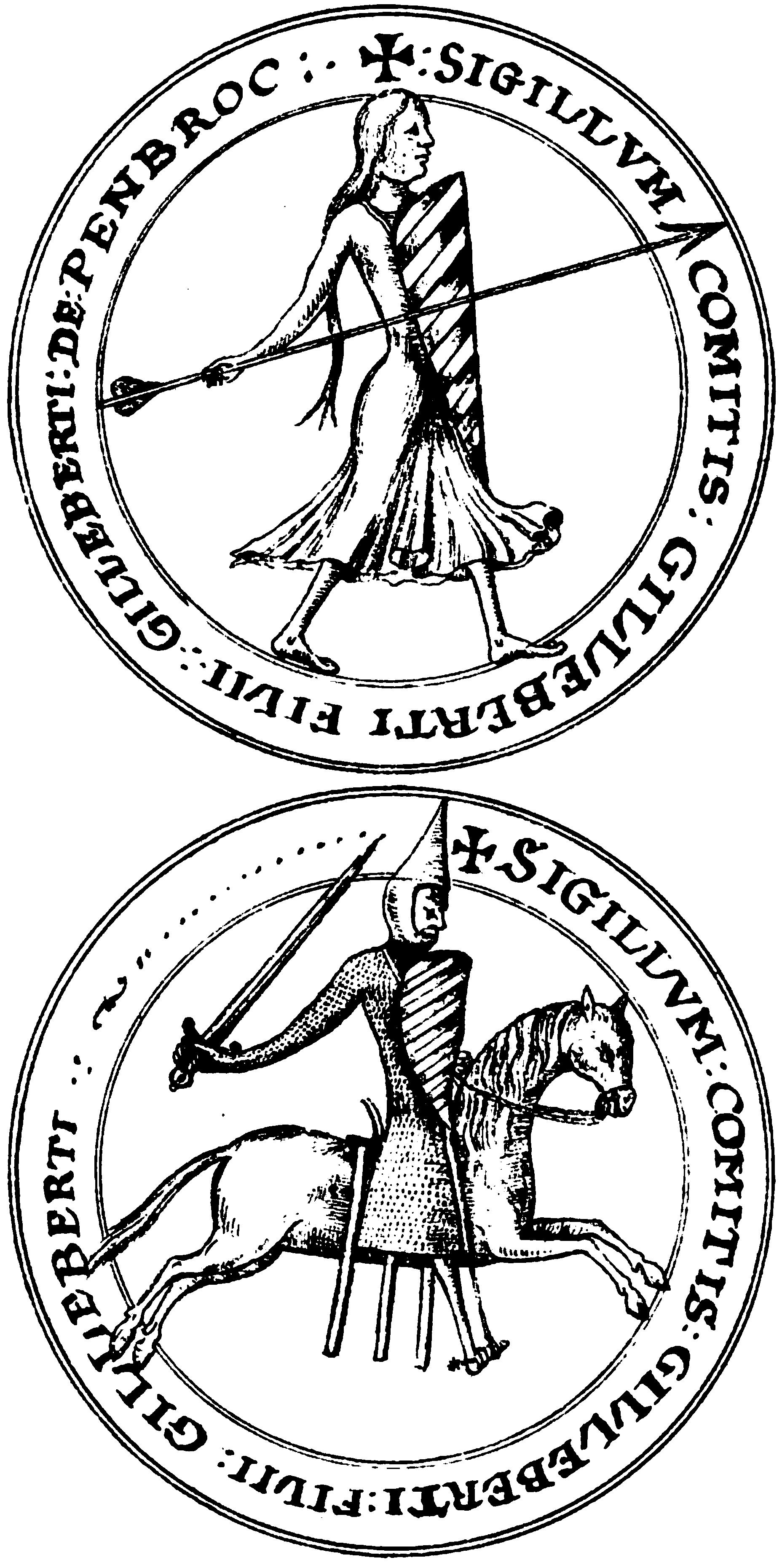
Dibuix del segell amb la primera evidència històrica d'un escut amb senyal heràldic a Europa. Aquest segell correspon a un document de Gilbert fitz Gilbert de Clare, comte de Pembroke, del 1141 (Lansdowne MSS 203)

Però en un context caracteritzat per la revolució feudal i el creixent protagonisme de la figura del cavaller, la identificació personal d'aquests al camp de batalla esdevingué clau. L'escut, l'arma defensiva bàsica i l'element personal més visible del cavaller en combat, ben lligat per mitjà de corretges i que difícilment es desprenia d'aquest, oferí una superfície apta per a rebre l'emblemàtica gràfica i mostrar la seva identificació individual; més encara quan el rostre del cavaller quedava pràcticament invisible per la cobertura del casc. L'heràldica nasqué doncs com un sistema de signes per a la reconeixença individual dels cavallers al camp de batalla.

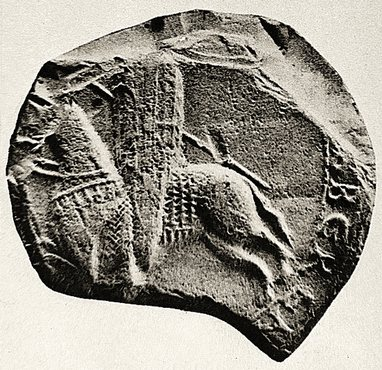
Anvers del segell de Ramon Berenguer IV (setembre, 1150), primer testimoni històric del senyal dels Quatre Pals. La seva forma arcaica és demostrada perquè a sobre de l'escut palat hi ha l'escarboncle o bloca, el reforç de l'escut consistent en làmines metàl·liques convergents disposades en forma d'aspa i orientades cap als flancs.

L'heraldista Faustino Menéndez Pidal de Navascués (1988) indica que els senyals heràldics aparegueren a tot Europa sense diferències cronològiques significatives vers el segon quart del segle xii (1125-1150), però que en el desenvolupament subsegüent l'adaptació als condicionants polítics, socials i culturals de cada país implicà diferències tipològiques i evolutives particulars. Menéndez Pidal contraposa dues àrees heràldiques: la formada pel territori entre els rius Loira i Rin, i la formada pels territoris cristians del nord peninsular i Occitània (àrea ibero-occitana). L'àrea heràldica ibero-occitana es forma per l'articulació de diversos grups emblemàtics que es defineixen en tres tipologies: semiòtica (hi ha emblemes de llinatge, emblemes territorials i emblemes personals), tipològica (emblemes geomètrics, zoomorfs, estructurals de l'escut com els carbuncles o els mobles, etc.), i de suport (emblemes en la senyera, en l'escut, en el segell). Aquesta àrea heràldica ibero-occitana es caracteritzà per una major lentitud en el procés de fusió dels grups heràldics i la pervivència d'una de les varietats inicials, els senyals de llinatge o familiars. Aquesta característica contrasta amb l'àrea del Loira-Rin on la individualitat personal de l'escut prima sobremanera, mentre que en l'àrea ibero-occitana tindrà més importància l'escut com a símbol de la vinculació familiar; aquesta connotació es reflectirà en la mancança de brisures (la modificació que s'introdueix a les armories d'una família per tal de distingir-ne les diferents branques o bé els bastards).
Martí de Riquer assenyala que establir una cronologia exacta pel naixement de l'heràldica és difícil i remetent-se a les proves documentals, argumenta que tan sols la sigil·lografia, l'estudi dels segells, és la que pot oferir dates exactes per a establir una cronologia fefaent. Durant l'edat mitjana un dels elements de validació de documentació fou el segell; els segells començaren a aparèixer a l'Europa occidental el segle vii, quan el papir fou substituït pel pergamí com a suport dels documents que sortien de les cancelleries sobiranes. Inicialment aquests segells es feien de cera i es col·locaven adherits sobre el document. A partir del segle xii es començaren a difondre els segells de cera penjants, que anaven lligats als pergamins; aquest fet permet datar amb seguretat el segell. Basant-se en l'evidència documental que ofereixen els segells i més enllà de tot dubte raonable, Martí de Riquer ofereix una cronologia de segells on apareixen escuts amb senyal heràldic, el primer dels quals és de l'any 1141:

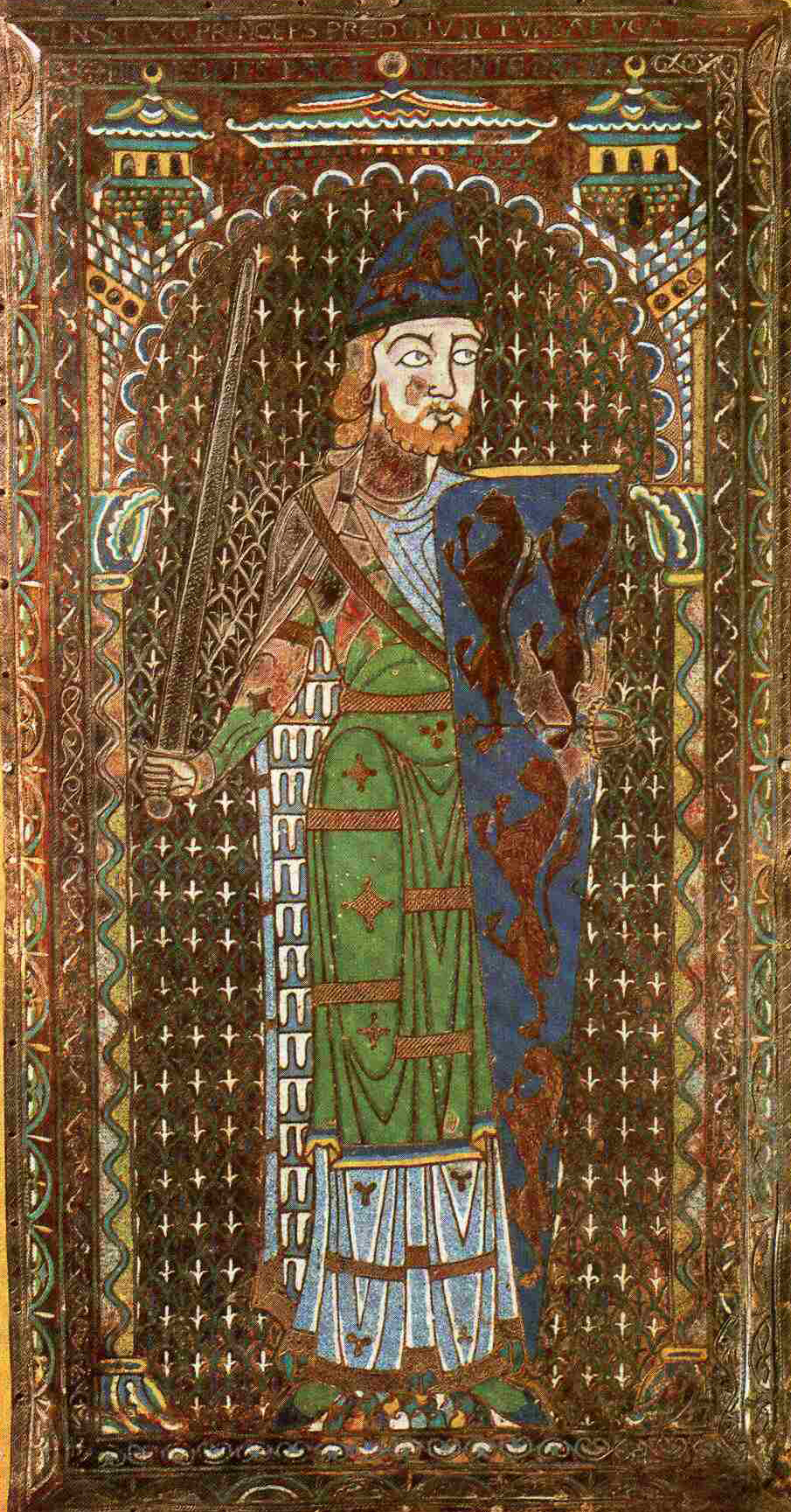
Sepulcre de Jofré V d'Anjou (†1151), primer testimoni històric no sigil·lar -que no és un segell- d'un senyal heràldic a Europa.

L'heraldista Martí de Riquer adverteix però que malgrat que la sigil·lografia ofereix una evidència històrica segura, la cronologia que se'n desprèn és la més conservadora i no és completa. Així esmenta el cas del senyal heràldic del lleó corresponent al regne de Lleó, que no apreix en un segell fins al regnat d'Alfons IX de Lleó (1188-1230), mentre el senyal del lleó ja era representat el 1159 al tumbo A de la catedral Santiago de Compostela, en monedes, en diversos documents reials, i és descrit com l'emblema dels estendards del rei Alfons VII de Lleó i Castella en la Chronica Adefonsi Imperatoris (v. 1150). També recorda que la transició entre el món de la preheràldica i l'heràldica presenta casos variables, citant el cas del rei d'Anglaterra Ricard Cor de Lleó, que en un segell del 1189 presenta un escut heràldic amb lleó, i el 1198 té un escut heràldic amb tres lleopards, emblema que esdevindrà ja definitiu. Així mateix Martí de Riquer torna a insistir que l'emblemàtica de les banderes és molt més antiga que l'heràldica dels escuts, citant l'exemple de Guillem I, comte de Luxemburg que apareix representat amb un penó amb emblema, no un escut, en un segell del 1123:
- 1141 Segell amb escut heràldic de Gilbert fitz Gilbert de Clare, comte de Pembroke
- 1144 Segell amb escut heràldic d'Enric el Lleó, duc de Saxònia i duc de Baviera
- 1146 Segell amb escut heràldic de Raoul I, comte de Vermandois
- 1150 Segell amb escut heràldic de Ramon Berenguer IV, comte de Barcelona i príncep d'Aragó
- 1151 Tomba amb escut heràldic de Jofré V d'Anjou, comte d'Anjou i duc de Normandia
- 1152 Segell amb escut heràldic de Welf VI, margravi de Toscana i duc de Spoleto
- 1155 Segell amb escut heràldic de Bouchard II, senyor de Guise
- 1159 Segell amb escut heràldic de Ottokar III, margravi d'Estíria
- 1159 Dibuix amb escut heràldic de Ferran II de Lleó, rei de Lleó
- 1171 Segell amb escut heràldic de Robert V, senyor de Béthune

Martí de Riquer divideix en quatre grups les fonts que originaren els senyals heràldics: 1) Emblemàtica de banderes preexistents. Originàriament les banderes foren un emblema col·lectiu que amb l'adveniment de l'heràldica devingueren en font d'origen de diversos senyals heràldics quan els seus emblemes foren representats a l'escut. Amb posterioritat es donà el camí invers, quan les armes dels escuts es plasmaren en penons i banderes. 2) Emblemàtica geomètrica. Elements estructurals de l'escut com ara els reforços verticals i horitzontals pintats de colors diversos devingueren en senyals heràldics específics com ara els pals, la banda, el sautor, el xebró i els besants. 3) Emblemàtica parlant. Per associació fònica devingueren els senyals heràldics del card dels Cardona, l'ala dels Alamany, la maça dels Maça, el mur dels Mur, etc. 4) Marques personals que foren representades com a senyal heràldic a l'escut.

## Escut d'armes i blasons
Un escut d'armes (també dit armories o, simplement, escut) és una representació simbòlica de persones o entitats que es deriva de la pràctica medieval de pintar dissenys sobre l'escut i sobre les robes dels cavallers per permetre la identificació en la batalla i més tard en les justes i els tornejos. Han passat d'identificar llinatges o famílies determinades a ser utilitzats també com a símbol de municipis, regions, estats o determinades corporacions i organitzacions. L'escut és una superfície delimitada entre línies, anomenada camper, que pot tenir diverses formes (rectangular, caironat, quadrat, ovalat, etc.), dins el qual es representen els diversos elements o càrregues. Les diferents coloracions que pot tenir l'escut s'anomenen esmalts.
El blasó (mot derivat del verb alemany blasen, «tocar el corn») era un instrument medieval que feien servir els heralds per anunciar l'arribada del cavaller als torneigs, i tot seguit passaven a fer el blasonament (o descripció) del seu escut d'armes i la relació dels seus títols nobiliaris segons les regles de l'heràldica. A través d'aquest origen, el terme ha passat a indicar en el llenguatge modern un dibuix simbòlic que respecta les regles heràldiques i que representa la noblesa d'una família o d'una ciutat. El terme blasó, doncs, actualment és usat com a sinònim d'escut d'armes i, per extensió, de ciència heràldica.
Blasó és una paraula d'origen fosc, pot ser que vingui d'alguna llengua Franconia de la paraula blâsjan (torxa encesa, glòria), o més probablement del llatí "blasus" significant "arma de guerra", "blasonar" significa descriure les armories seguint les regles de la ciència heràldica. En un estricte sentit, el blasó és, llavors, un enunciat que pot ser oral o escrit. És la descripció de les armories feta en un llenguatge tècnic, el llenguatge heràldic. El blasonament és l'acció que consisteix a descriure les armories (i per tant d'enunciar el blasó que representa). La ciència del blasó és molt antiga, es funda menys d'un segle després que s'establís l'ús d'armories a l'edat mitjana. En esgrima, els blasons (groc, vermell, blau ...) són exàmens que permeten provar un nivell de tècnica adquirida, d'arbitratge o de participació en certes competències.

### Arma, escut, blasó i armories
Les definicions següents són precises, encara que està lluny de reflectir el seu ús real. A la pràctica els termes "blasó", "armes", "escut" i "armories" funcionen com a sinònims i són intercanviables, tant en les obres comunes com en les dels estudiosos de l'heràldica.
- Les armes són emblemes pintats en un escut que han de poder ser descrits en la llengua del blasó, i que designen algú o alguna cosa. Tenen el mateix rol que una marca, logotip o nom propi: són la manera heràldica d'identificar, representar o evocar una persona, física o moral (casa o família, ciutat, corporació...). Les armes són considerades generalment com la propietat (intel·lectual) d'aquesta persona, que és el titular.

- L'escut és l'element central i principal de les armories, és el suport privilegiat sobre el qual es representen les armes. No obstant això, diverses armes poden ser representades en un mateix escut, sense necessàriament representar a una sola persona: pot ser la unió de dues armes representant un matrimoni o la superposició de nombroses armes. Un escut representa llavors unes armes o una aliança d'armes. En tots els casos, l'escut delimita gràficament el subjecte del qual parla la composició i és suficient per identificar les armes o una aliança.

- Les armories (sempre en plural) són aquelles que estan representades gràficament sobre un objecte armat (exemple: l'escut). Les armories comprenen el conjunt de la panòplia formada per l'escut, que designa el subjecte, i els seus eventuals ornaments exteriors (suport, corona, collaret d'orde...), que diuen alguna cosa sobre el subjecte. Alguns ornaments exteriors (cimeres...) formen part de les armes (i hi estan associades sistemàticament), alguns són arbitraris o fantàstics (llambrequins, símbols al·legòrics...), però la major part són la representació heràldica de títols, de càrrecs o de dignitats: són atribuïts oficialment i poden variar segons l'estat del titular en un moment donat.

- Blasonar significa descriure les armories. El blasó és el resultat de fer-ho: és la descripció (en termes heràldics) de tot el que és significatiu en les armories, i més específicament en l'escut. La correspondència entre un blasó i la seva representació és l'eix de l'heràldica: la descripció d'un blasó ha de permetre representar correctament les armories i la lectura correcta de les armories ha de conduir a un blasó que rendeixi comptes sobre els seus trets significatius. Dues representacions (o armories) són equivalents si responen al mateix blasó, són per tant les mateixes armes, encara que pot haver moltes maneres equivalents de blasonar les armes.

### Ciències heràldiques
L'heràldica és el relatiu al llenguatge del blasó, a la ciència dels heralds i al disseny de les armories. Més específicament, és la disciplina que té per objecte el coneixement i l'estudi de les armories. L'heràldica cobreix quatre disciplines connexes:
- El blasonament. Històricament, l'heràldica és la ciència dels heralds, que en els tornejos anuncien als cavallers descrivint en el seu llenguatge propi les armories que portaven en el seu escut. Aquesta disciplina es perllonga fins a l'heràldica teòrica, que té per objecte precisar les regles del blasó, el seu vocabulari, la seva gramàtica i la seva semàntica. Pot convertir-se en un esport mental consistent a descriure en termes de blasó figures variades i originals, de vegades allunyades de composicions tradicionals, la legitimitat descansa a ser fidel a un geni heràldic.

- La composició. La branca tradicional de l'heràldica es refereix a la creació i la composició de les armes i blasons per a aquell que desitja convertir-se en titular. Aquesta heràldica es recolza en part en la genealogia del titular i d'altra banda en el simbolisme particular que desitja conferir a les seves armes. L'heràldica, no tenint més reglaments que ella mateixa (excepte en certs països), pot portar a aquestes composicions empeses per la vanitat del client a excessos: l'heràldica ha creat nombrosos mobles inútils simplement per originalitat. La regla fonamental de la noblesa és que és el titular qui ha de donar-li prestigi a les seves armes, no al revés, i ha d'haver-hi, per tant, una prudent sobrietat.

- La decoració. La branca artística de l'heràldica s'interessa en la representació gràfica dels blasons en la forma d'armes i d'armories, per armar tota mena de suports.

- L'heràldica històrica, finalment, és una ciència auxiliar de la història. D'una banda, es recolza en els documents i mobles armats per obtenir informació particular sobre la història del titular. De l'altra, analitza la composició d'aquestes armes i blasons per estudiar, de manera general, la simbòlica social.

## Tornejos i batalles

Escut de Lituània: de gules amb un cavaller d'argent, portant un escut d'atzur amb una creu patriarcal d'or

La raó de ser d'un cavaller és lliurar batalles. La batalla li permet provar la seva valentia a través de les seves trobades i els rescats recollits sobre els vençuts augmentaven els seus béns materials.
En un començament no hi ha gran diferència entre el desenvolupament d'una batalla i el d'un torneig. En els dos casos es tracta d'una gran batussa armada organitzada en un camp de batalla entre dos bàndols, on els participants respecten certes regles. La diferència és en l'entorn de la confrontació.
- Els tornejos es desenvolupen en temps de pau, per permetre als cavallers guanyar glòria i riquesa, i mostrar quin és el bàndol més fort i prestigiós, per l'honor col·lectiu.
- Inversament, les batalles són organitzades en temps de guerra per mostrar quin és el bàndol més fort, per exemple per vèncer a qui governa sobre tal o tal territori. Permeten també als cavallers participants guanyar glòria i riqueses (i per tant no tenia sentit matar a l'adversari, ja que no hi hauria ningú per pagar el rescat).
- El que caracteritza l'estat de guerra, en aquella època, era la marxa de cavalleria. Consisteix a travessar el territori enemic cremant i massacrant tot al seu pas. La marxa no és molt perillosa per a la tropa armada i serveix sobretot com a provocació contra el senyor del lloc: no podent protegir les seves terres i els seus servents contra les agressions dels enemics, es mostra incapaç i, per tant, deshonrat (a més, com els cultius eren cremats, estava privat d'ingressos financers de les seves terres).

La batalla de Crécy és la primera gran batalla on la "regla del joc" no va ser respectada: les tropes angleses van lliurar una batalla no per obtenir glòria i rescats, sinó per neutralitzar les tropes franceses (i ho van aconseguir). Els francesos van protestar que els anglesos no haguessin respectat les regles del joc (pèrfidament, d'aquí la locució "pèrfida Albió") aplicada a Anglaterra, però aquestes regles simplement havien canviat. A partir de llavors els gèneres se separen. Els tornejos es desenvolupen en camps tancats i les batalles es converteixen cada vegada més en un assumpte de mercenaris i soldats, no de cavallers.

## Herald
Per als grans senyors, el rol de l'escuder va prendre progressivament una dimensió diplomàtica i es va especialitzar en la funció de l'herald. Desarmats, sense valor de rescat, es beneficien d'immunitat diplomàtica, i poden desplaçar-se lliurement per assegurar la seva missió, incloent-hi els camps de batalla i països enemics. Són subjectes, en conseqüència, d'una imparcialitat i discreció estrictes. L'activitat dels heralds es regeix per tot un codi de drets i obligacions.
Els heralds d'armes porten una túnica, el tabard, que els fa immediatament identificables. És una túnica densa i descendeix fins als genolls, es presenta amb les armes del seu senyor davant i darrere i en les mànigues d'aquest. És una vestimenta que indica que el seu portador es beneficia dels privilegis d'immunitat dels heralds. El tabard transforma l'herald en un símbol vivent de les armes i de l'honor del seu senyor.
A l'edat mitjana, l'herald es torna un servidor públic al servei d'un príncep o un senyor. En el desenvolupament de la guerra, està encarregat de portar la declaració de guerra o les advertències. Per als cavallers que participen en un combat (sigui en batalla o en torneig), pot rebre testaments o dipòsits sagrats i s'assegura dels serveis funeraris en cas de ser necessari. El seu paper es completa finalment sobretot pel que fa a l'honor: reconeix les armes dels nobles i vigila els blasons, presideix les cerimònies i els jocs, i és testimoni d'actes de valor.

### Creació de l'heràldica
En els tornejos i les justes, els heralds anunciaven al cavaller esmentant el seu blasó, és a dir la descripció de les figures cobrint el seu escut, abans de nomenar al seu titular. Aquesta pràctica és l'origen del llenguatge heràldic, en un origen natural i comprensible per a tot el públic. És aquesta pràctica la que funda i estableix l'heràldica.
- D'una banda, fixa el vincle entre un titular i les seves armes, el que imposa com a primera regla el no prendre les armes pertanyents a altres.
- D'altra banda, implica l'equivalència heràldica entre la representació gràfica (armories) i la descripció oral (el blasó), que no descriu sinó el més significatiu.

A partir del segle xiv, els heralds es converteixen en especialistes de l'heràldica, o la ciència de les armories i blasons. Són ells els que codifiquen la composició i la descripció formulant, notablement, les regles del blasó, viatjant i establint armories per pintar i retenir les que trobaven.
El rei d'armes és aquell que està designat per jutjar les armories (i els títols de noblesa).

## Heràldica en la societat

### Representant d'una identitat
Les figures pintades en l'escut, establertes i enunciades pels heralds, donen origen a l'heràldica. L'heràldica és essencialment la ciència dels heralds, i el seu origen no es pot comprendre sinó a través del seu rol.
El primer element que va ser armat, amb un objectiu militar, va ser l'escut del cavaller. Després aquests elements van ser represos en tot el seu equip, per permetre reconèixer al titular (en els costats de les seves armes) però també per a representar (estendard) o marcar la seva propietat (cascos i armadures de cavalls) ...
Aquest vincle entre les armes i el seu titular va ser reprès en la composició dels segells. Les armories van ser així transformades en la imatge de la personalitat jurídica. La pràctica de segells armats es va estendre fins a ser d'ús comú de totes les entitats capaces de tenir un segell. Aquesta pràctica encara és viva en l'ús dels anells armats, els quals estan, en principi, destinats a servir de segell (és pel que estan gravats de manera còncava i normalment usats en el dit petit).

### Desenvolupament històric
Al principi reservades als caps de guerra que les portaven en els seus escuts (fi del segle xi), l'ús d'armories es va estendre progressivament als cavallers i després a la noblesa (S. XII). A través de la identificació de la persona per les armories, notablement en els segells, l'ús es va estendre a les dones i als nobles prelats (fi del s. XII). i dels prelats als burgesos, artesans i jutges, capítols, corporacions, comunitats urbanes (principis del s. XIII), comunitats eclesiàstiques i ordes religiosos (segle xiv), senyorius, dominis, províncies, universitats i administracions civils ... Transformades en un signe d'identitat social, les armes es tornen hereditàries i designen a cases, és a dir a les famílies i vincles de parentiu (s. XV), després, i més generalment, a vincles socials, que són cada vegada més representats.

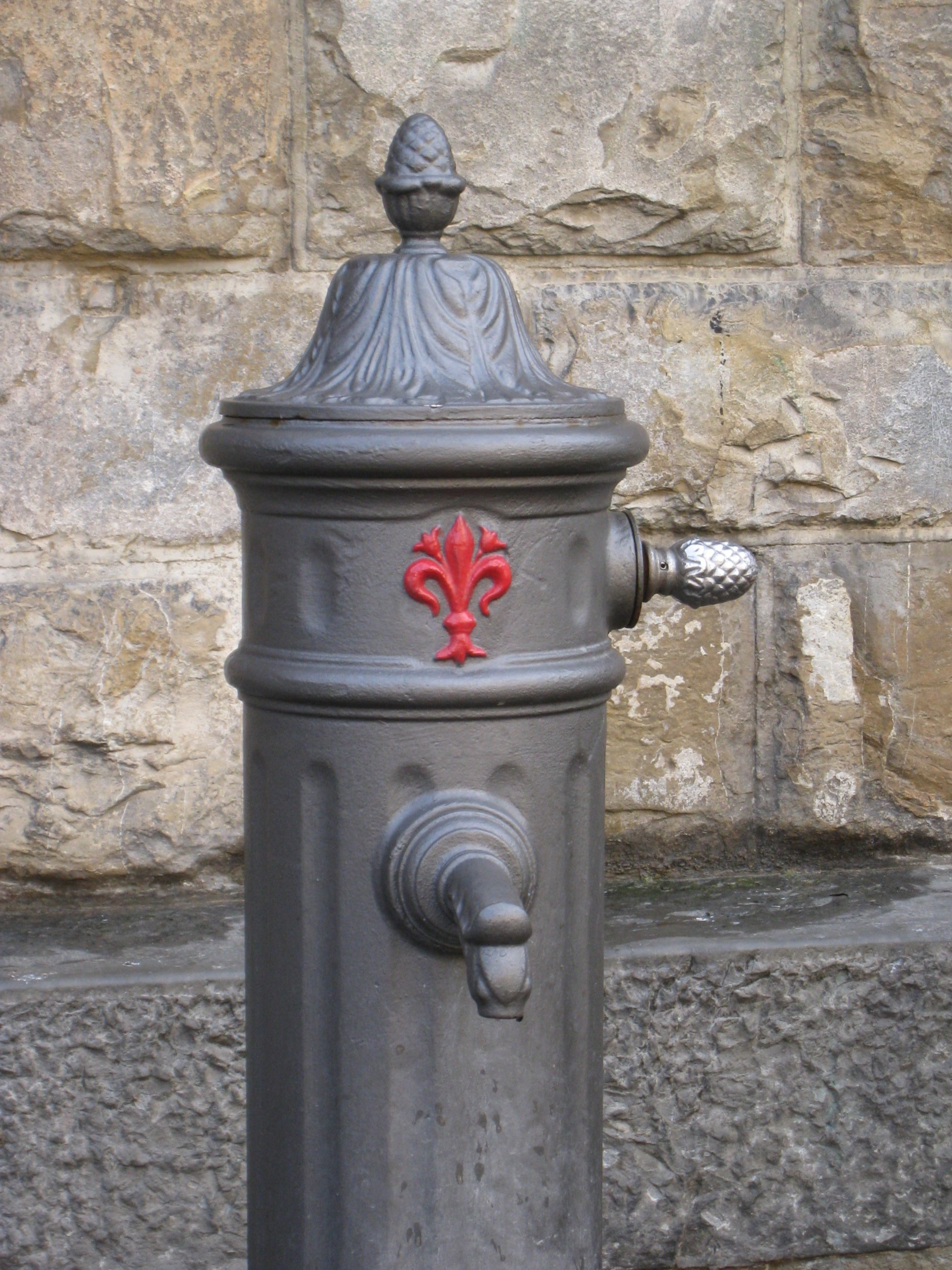
Flor de lis de Florència sobre una font potable

Fins al segle xvi, les figures emprades eren principalment figures animals, en nombre bastant restringit (una quinzena d'ús corrent), així com alguns mobles inanimats (diverses vegades abstractes), i sobretot figures geomètriques. No obstant això, el repertori s'engrandeix amb objectes, armes, parts del cos, edificis, etcètera.

### Estudi d'objectes armats
Armar un objecte li agregava un element decoratiu i afirmava un vincle amb el titular, llegible i comprensible per aquells que no sabien llegir. Les armories es trobaven així en tots els testimonis del passat: documents, llibres, tapisseries, monuments, plaques de xemeneies, mobles, joies, vehicles ... La identificació de les armories (quan no són fantàstiques) permeten substituir el seu suport en el temps i l'espai social, i de retratar part de la història de l'origen geogràfic. La identificació del titular és facilitada pels ornaments exteriors, notablement els ordes de cavalleria representats. Aquests poden conduir a una gran precisió (incloent-hi l'any de creació), quan aquesta ha modificat freqüentment la composició de les seves armes i la conjunció d'armes sobre un mateix suport pot conduir a conclusions fins i tot més precises.

## La noblesa i les armes
La composició d'un blasó va representar gràficament la situació d'un titular d'acord amb un cert ordre social, entre els segles XIII i el XIX. L'estudi del blasó suposà un cert coneixement de la societat i de la seva organització en noblesa, rangs, ordres i costums.
No obstant això, tenir armories mai ha estat, des del punt de vista històric, un privilegi d'una classe noble.
Les armes no són nobles per naturalesa, en un inici no són més que la insígnia del titular. És l'obligació d'aquest titular "ennoblir-les", és a dir manifestar la seva noblesa pels seus actes, atorgant-los honor i glòria. El reconeixement social oficial d'aquest caràcter noble, o "ennobliment", no ve a reconèixer sinó una noblesa que ja ha estat adquirida prèviament.
El noble és essencialment el "cap" d'alguna cosa, és qui té glòria i honor. El mitjà per accedir pot ser per les armes, per violència o usurpació, per herència ... En aquesta lògica, l'exercici eficaç i durable del poder és la seva pròpia legitimació i només el resultat compte en el llarg termini. Una persona és reconeguda com a noble quan ocupa una situació de comandament o responsabilitat per un temps perllongat, al punt d'identificar-la amb aquesta persona social. Les armes representen alhora a la persona, el seu poder actual i la glòria acumulada per moltes generacions.
L'èxit atreu més èxit, inclòs als membres de la família, i una casa "noble" tendeix a mantenir-se així. La direcció d'unes terres o d'un territori és generalment hereditària i no és sempre possible distingir les armes d'una terra d'aquelles de la casa que la dirigeix. En canvi, un càrrec és generalment personal, encara que està més a voluntat que figuri en els ornaments exteriors que en les armes pròpiament dites.
Les armes més famoses són el signe d'una propietat col·lectiva amb les quals es deu o desitja relacionar. La relació es tradueix en reprendre les armes integralment (en cas del cap de la branca), amb una brisura o en una composició. Aquesta relació s'obté per dret (títol, herència i branca), per adquisició (dominis posseïts) o per privilegi adquirit o concedit. És un honor portar armes famoses i aquest honor obliga en principi el titular a contribuir a la glòria d'aquestes armes. És això el que s'expressa en la frase "Noblesa obligada": portar armes nobles significa simplement que s'és d'una branca noble però no diu res més sobre el seu propi caràcter.

### Titular
El titular d'un blasó és la "persona" que designa aquest blasó. Les armes pertanyen a un cert titular, del qual es representen els atributs pels adorns exteriors. És el conjunt d'aquesta relació el que representen les armories. El titular pot ser de qualsevol tipus (individu, família, col·lectivitat o institució).
La composició d'armes noves tradueix el que el titular posar per davant amb relació a un teixit de vincles i de drets socials: simbòlica primitiva, però també pertinença a una branca (per les armes de la família), afirmació de la seva genealogia (per composició de les armes dels seus pares, avis), matrimoni (per composició de les armes del cònjuge), dominis sobre els quals es tenen drets reals o supòsits, actuals o passats. Les armes de les ciutats o institucions es componen amb aquelles del seu fundador o senyor.
Les armes, pròpiament dites, són generalment invariables però els adorns exteriors depenen generalment del titular: els seus títols, dignitats i qualitats, la seva funció o la seva condició social.

### Orde de cavalleria
Els ordes de cavalleria neixen amb les croades, al voltant d'ordes religiosos amb vocació militar (Orde del Temple, Orde del Sant Sepulcre, Orde dels Hospitalers…). Com tots els ordes monàstics, aquests ordes poden associar no-religiosos: la pertinença a un orde manifesta la seva associació amb una certa vocació (varia segons l'orde) i el prestigi de l'orde descansa sobre el membre associat. Al final de l'edat mitjana, van ser creats els ordes sense vocació religiosa, el més prestigiós dels quals fou l'Orde del Toisó d'Or.
Els ordes poden ser sobirans (per exemple, l'Orde de Malta). El més freqüent era que estiguessin units al país o la casa dinàstica que els va crear.
Les insígnies de l'orde de cavalleria van ser generalment part dels ornaments exteriors de les armories. Certs ordes s'inscrivien, depenent del cap, en l'escut del titular. El més usual és que s'afegís un collaret de l'orde al voltant de l'escut. Quan el titular era membre de molts ordes, l'orde més prestigiós se situava a l'exterior.
L'admissió a un orde era l'objecte d'un acte oficial i registrat, és per això que la representació d'un collaret de l'orde a les armories permet identificar el titular més precisament que simplement enunciant les armes familiars.
A França, els ordes de cavalleria nacionals (Saint-Michel, Saint-Esprit...) van ser suprimits per l'Assemblea Constituent, al mateix temps que els atributs de la noblesa. Napoleó va crear l'orde nacional de la Legió d'Honor, i l'Orde Nacional del Mèrit va ser creat al segle xx.

## Noblesa i armories
A França, l'Assemblea Constituent decreta el 19 de juny de 1790 la supressió de la noblesa (com estatut de la persona) i dels seus atributs reals o suposats: títols de domini, privilegis, ordes de cavalleria, armories i llibertats. Prohibides per un temps, les armories van ser restaurades al principi del s. XIX per Napoleó per decret l'1 de març de 1808 i que va limitar-ne durant l'Imperi l'ús als nobles, limitació abolida per Lluís XVIII durant la restauració. Les armories però ja no foren més l'objectiu social en què s'havien convertit al final de l'Antic Règim.

### Dret d'armes
Jurídicament, les armes són l'equivalent designat d'un nom propi (nom de família o nom de lloc) i són accessoris a aquest nom. Les armes són una propietat regular, de transmissió hereditària i susceptible de ser adquirit o conferit. El dret associat amb les armories s'assembla com a aquell de les marques i és probablement el primer tema sobre el qual es va elaborar un dret internacional (per normes o costums).
Com a regla general, cada un pot portar armes, a reserva de no usurpar aquelles d'altres. Alguns països que han conservat una noblesa (notablement el Regne Unit) li han imposat una reglamentació específica, fins i tot un tribunal específic (Escòcia). No obstant això, el "dret" a portar tals o tals armes és per la major part un assumpte de costum.
El principal problema del dret d'armes és, per a un titular, provar l'anterioritat en l'ús d'un blasó que ha reivindicat. Aquesta prova és generalment aportada a través d'actes oficials que registren un blasó donat o acorden una modificació en les armes preexistents.
Les regles del blasó per se, és a dir aquelles que parlen sobre la composició de les armes, estan implícites i responen als costums. El caràcter adequat o no d'un blasó s'avalua en funció d'un "esperit heràldic". L'avaluació es recolza sobre el consell d'autoritats eminents que pronuncien les seves lliçons en els seus tractats d'heràldica als quals fan referència.

## Representació dels esmalts
Els esmalts heràldics es poden representar de dues maneres: mitjançant la representació cromàtica o bé segons la representació convencional per mitjà de punts i ratlles.
| Metalls | Metalls | Colors | Colors | Colors  | Colors | Colors | Colors |
| ------- | ------- | ------ | ------ | ------- | ------ | ------ | ------ |
| Or      | Argent  | Gules  | Atzur  | Sinople | Sable  | Porpra |        |

## Mobles
Els mobles estan emparentats amb les peces i les figures. De fet, sovint es considera que no són més que figures de tipus geomètric, mentre que les figures pròpiament dites fan referència a realitats i objectes del món natural, artificial o fantàstic; alguns d'aquests objectes són definits com a mobles o figures segons els diversos autors o tractats, cas de la rosa, el roc, el mont o la vall. En moltes llengües, moble i figura són, en heràldica, termes sinònims. D'altres, en canvi, consideren el moble una categoria intermèdia entre la peça i la figura.
Es diferencien essencialment de les peces en el sentit que no toquen les vores de l'àrea en què es troben circumscrites (sempre que no es tracti de figures movents, és a dir, que surten d'alguna de les vores). Mentre que les peces segueixen la regla del contrast d'esmalts, segons la qual no es pot sobreposar o juxtaposar metall amb metall o color amb color, els mobles i les figures no, excepte casos ben comptats (com ara el besant i la rodella). Alguns heraldistes consideren els mobles com a peces de categoria inferior.

## Peces
Una peça és una càrrega que, col·locada damunt el camper de l'escut, el limita mitjançant línies geomètriques de partició. A les representacions esculpides, i de vegades en el disseny, les peces sobreposades se solen representar amb un efecte de relleu en comparació amb el camper, sempre pla; en una representació gràfica, però, els efectes de relleu no s'utilitzen. Les peces es defineixen en funció de la part que ocupen sobre l'escut, on tenen un lloc fix. Es diferencien de les altres càrregues com els mobles pel fet que les peces s'estenen fins a les vores de l'escut, i no són figuratives sinó de tipus geomètric. També a diferència dels mobles, les peces segueixen la regla del contrast d'esmalts, segons la qual no es pot sobreposar o juxtaposar metall amb metall o color amb color. Es diferencien també de les simples particions que divideixen el camper amb una sola línia, les quals es poden combinar entre elles per formar escuts compostos (tercejats, quarterats, etc.) o repartits, i també de les repeticions d'elements que afecten els escuts sembrats. Al mateix temps, poden servir de particions i poden anar carregades amb mobles o figures. A l'hora del blasonament, les peces es descriuen en primer terme, a excepció del cap. Les més usuals són les següents:
- La faixa, el pal, la banda, la barra, el cap, el peu, la creu, el sautor, la perla, la pila, la pila transposada, la calça, la capa, la bordura, el francquarter, el cantó, el giró, el geminat, el trangle, la vergueta, l'escussó, l'orla, el treixor, el lambel antic...

## Timbres
Un timbre és un símbol que es posa sobre els escuts d'armes per indicar quin és el grau de noblesa de la família o de la població. En l'heràldica cívica catalana es coronen els escuts genèricament amb corones murals de poble, vila, ciutat, comarca i vegueria o província, excepte si han estat el centre jurisdiccional senyorial, que llueixen com a timbre corones nobiliàries depenent de la categoria del noble que en fos sobirà. En l'heràldica gentilícia, en canvi, les corones poden ser de senyor, baró, vescomte, comte, marquès, duc, príncep, rei i imperial, en aquells casos que els escuts porten corona. Hi ha d'altres timbres: el casc o elm, la tiara, la mitra, el capel, la cimera combinada amb el casc, el borlet, la capellina o els llambrequins, combinats amb l'elm i la cimera.

## Blasonament
El blasonament és el fet de blasonar –és a dir, disposar, descriure i interpretar– els escuts d'una família, una ciutat, etc., segons les regles i la terminologia pròpies de la ciència heràldica o del blasó. Aquesta descripció es du a terme segons un ordre molt rigorós i indica els diversos elements de què està conformat l'escut; de fet, és la part que es manté invariable i s'hereta, no pas la imatge en si, que pot variar en funció de l'artista. Hi ha dues maneres diferents de blasonar: 
- El blasonament a l'alemanya –propi de la tradició heràldica dels alemanys i els castellans–, que consisteix a esmentar primer les peces i els mobles i acabar pel camper.
- El blasonament a la francesa –propi dels francesos, anglesos, italians i catalans–, que comença pel camper i continua per les peces i els mobles, el seu nombre i situació i els seus esmalts. Aquest sistema és el més estès actualment, fins i tot als països que tradicionalment ho feien de manera diferent.

## Obres consultables sobre heràldica
L'estudi dels diversos aspectes de l'heràldica implica la consulta de les obres més importants sobre el tema. A continuació es poden identificar alguns dels tractats més coneguts, disposats en forma de llista i amb les corresponents referències de consulta.
- 1374. Armorial de Gelre
- 1438. Le blason des couleurs en armes, livrées et devises. Sicile (herald d'Alfons el Magnànim).[7][8]
  - Cal recordar que els heralds no eren conegut pel seu nom real. En ser designats prenien el nom del territori polític que representaven. Així: Aragó, València, ...[9][10]

- 1458.  Diego de Valera. Tratado de los rieptos e desafíos que entre los cavalleros y hijosdalgo se acostumbran hazer, según las costumbres de España, Francia e Inglaterra, en el qual se contienen quáles y quántos son los casos de traición e de menosvaler e las enseñas e cotas darmas (compost segons Ángel Gómez Moreno entre 1458 i 1467).[11]
- c1500. Armorial català. Steve Tamburini.[12][13][14]
- 1566. Le imprese illustri con espositioni, et discorsi. Girolamo Ruscelli.[15]
  - A la pàgina 441 de l'obra anterior hi ha la Divisa (heràldica) de Gonzalo Pérez.

- 1600. Origines Des Chevaliers, Armoiries, Et Heravx. Claude Fauchet.[16]
- 1620. Tractat d'Armoria, de Jaume Ramon Vila
- 1635. Le roy d'armes ou L'art de bien former, charger, briser, timbrer, et par consequent, blassonner toutes les sortes d'Armoiries. Marc Gilbert de Varennes.[17]
- 1638. Tesserae gentilitiae a Siluestro Petra Sancta Romano Societatis Iesu ex legibus Fecialium. Silvestro Pietrasanta.[18]
  - Inventor del sistema de representació dels esmalts amb ratlles i punts.
- 1725. Ciencia heroyca reducida a las leyes heraldicas del blason. José de Avilés e Iturbide.[19]
- 1753. Adarga Catalana, arte heráldica y prácticas reglas del blasón. Francisco Xavier de Garma Duran.[20]
- 1846. El blasón español. Ramón Medel.[21]
- 1856. Tratado completo de la ciencia del blasón. Modesto Costa y Turell.[22]